# Exposcit debitum
Exposcit Debitum, in italiano Il dovere richiede, è una bolla pontificia promulgata da Papa Giulio III il 21 luglio 1550. Diede una seconda definitiva approvazione alla fondazione della Compagnia di Gesù (i Gesuiti) e sostituì la Regimini militantis Ecclesiae del 1540. La struttura del testo è fondamentalmente la stessa, ma fissò l'esperienza a 10 anni, ecco le modifiche che furono presentate:
- la limitazione a 60 membri fu tolta.
- si permise l'ammissione di Coadiutori, cioè: preti zelanti (coadiutori spirituali) ma senza istruzione, e persone laiche competenti desiderose di offrire la loro vita per un servizio apostolico (coadiutori temporali). I coadiutori temporali sono chiamati oggi Fratelli Gesuiti.
- 'Difesa della fede' viene aggiunta alla 'Propagazione' come un impegno della Compagnia di Gesù (i 10 anni che separano questo testo dalla prima approvazione, furono sufficienti a sant'Ignazio di Loyola per comprendere quanto fosse pericoloso, per la fede cattolica, il rapido progresso del Protestantesimo).

La Exposcit Debitum è ancora il documento papale di riferimento, una specie di 'Carta Fondamentale' per qualunque deliberazione da prendere sull'identità e la missione dei Gesuiti nel mondo di oggi.